# Auguste Debunne
Pour les articles homonymes, voir Debunne.
Auguste Debunne, né à Menin le 15 novembre 1872, et mort dans cette même ville le 9 janvier 1963, est un homme politique belge. Pionnier du socialisme en Belgique, il devient en 1921 le premier maire socialiste de Flandre.
Il est le père de l'homme politique socialiste Oscar Debunne, et le grand-père du dirigeant syndicaliste Georges Debunne.

## Jeunesse et débuts de syndicaliste
Auguste Debunne est né à Menin, ville frontalière de la Flandre belge, en tant que fils aîné dans une famille ouvrière de 15 enfants. À l'âge de 11 ans, il est apprenti chaisier à Halluin, bourg du côté français de la frontière. Après son service militaire, il fonde en 1895 à Menin une section des Jeunes gardes socialistes belges et écrit pour l'hebdomadaire socialiste Het Volksrecht (« Le droit du peuple »).
Après une grève ratée des ouvriers à Halluin, en 1896, et dont Auguste est le meneur, toute la famille Debunne se voit licenciée et se retrouve sans ressources. Lors de cette période difficile, les enfants d'Auguste sont fréquemment vêtus de haillons, ce qui lui vaut le surnom de « monsieur slunse » (slunse, en flamand, signifie chiffon).

## Ascension politique
Dans les années 1900, il enchaîne divers petits métiers tout en continuant son engagement syndical. Il fonde le Bond Moyson (mutualité) de Menin, ainsi que la clinique du même nom, puis, en 1902, il cofonde la boulangerie coopérative De Plicht (« Le devoir »). 
Dans la même période, il devient un membre important du Parti ouvrier belge, se faisant élire en 1903, 1904 et 1911 au Bureau des Congrès. Ses compagnons de lutte s'appellent alors Adiel Dierkens, Joseph Vandevelde, ou Joseph Coole. C’est de cette époque que date son surnom d’« éveilleur de la Flandre occidentale ».

## Carrière politique
En 1906, il est élu membre de la Chambre des représentants pour l’arrondissement de Courtrai, poste qu'il occupera jusqu'en 1949. Il devient un leader du socialisme dans une région, la Flandre, de tradition très catholique et peu perméable à ces idées. En tant que député, il est l’auteur de plusieurs propositions de loi : sur la réduction du temps de travail dans l’industrie du rouissage du lin en 1912, sur la répression des fraudes électorales en 1921, sur l’octroi du droit de vote aux émigrés temporaires en 1923. Dans l'hémicycle, il évoque à plusieurs reprises la dimension sociale de l'inégalité linguistique en Flandre, estimant que les droits des francophones en Flandre devaient être respectés. Il est également partisan de la création d'une université néerlandophone à Gand, toutes les universités belges étant francophone à l'époque.
Il est maire de Menin de 1921 à 1939, ce qui fait de lui le premier maire socialiste de Flandre. Ses mandats sont marqués par le développement de l'école publique et par la construction d’habitations ouvrières à bon marché. Une rue de Menin est nommée en son hommage.
Dans les années 1950 le Parti socialiste belge (héritier du POB) fait de lui un mythe vivant, ses débuts difficiles où il vécut dans la misère font de lui le symbole des années de lutte héroïque du Parti au début du XXe siècle.